# Molly of Denali
Molly of Denali (prt/bra: Molly e Sua Turma) é uma série de televisão, dos gêneros infantil e desenho animado, criada por Dorothea Gillim e Kathy Waugh, sendo uma co-produção entre o Canadá e os Estados Unidos. Produzida pela Atomic Cartoons e pela WGBH Kids em parceria com a PBS Kids e a CBC Television, estreou em 15 de julho de 2019, sendo o primeiro programa infantil distribuído nacionalmente a ser protagonizada por um nativo do Alasca no personagem principal e protagonista. Teve 38 horas e meia encomendadas. Entre os dois segmentos da história de 11 minutos, existe um segmento especial de ação ao vivo.

## Episódios
| No. | Título                                   | Exibição Original    | Cód. prod. |
| --- | ---------------------------------------- | -------------------- | ---------- |
| 1   | "Berry Itchy Day/Herring Eggs or Bust"   | 16 de julho de 2019  | 101        |
| 2   | "First Fish/A-maze-ing Snow"             | 17 de julho de 2019  | 102        |
| 3   | "Bird in the Hand/Bye-Bye Birdie"        | 18 de julho de 2019  | 103        |
| 4   | "Culture Clash/Party Moose"              | 22 de julho de 2019  | 104        |
| 5   | "Cabbagezilla/Name Game"                 | 23 de julho de 2019  | 105        |
| 6   | "Hot Springs Eternal/Tooey's Hero"       | 24 de julho de 2019  | 106        |
| 7   | "The Worm Turns/Little Dog Lost"         | 29 de julho de 2019  | 107        |
| 8   | "Eagle Egg Hunt/Dream Tube"              | 30 de julho de 2019  | 108        |
| 9   | "Suki's Bone/Brand New Flag"             | 31 de julho de 2019  | 109        |
| 10  | "Grandpa's Drum/Have Canoe, Will Paddle" | 5 de agosto de 2019  | 110        |
| 11  | "Sap Season/Book of Mammoths"            | 12 de agosto de 2019 | 111        |
| 12  | "New Nivagi/Crane Song"                  | 19 de agosto de 2019 | 112        |
| 13  | "Fiddle of Nowhere/A Splash of Mink"     | 26 de agosto de 2019 | 113        |

## Exibição
No Canadá, a série está sendo exibida pela CBC Kids desde 2019. Também está sendo exibida na França pelo France 3, no Reino Unido pela BBC e na Polônia pelo TVP1 desde 2020. Em Portugal, estreou no Canal Panda em 2021.
Em julho de 2022, foi adicionada ao catálogo do Discovery+ na América Latina e no Brasil (que teve o título Molly e Sua Turma).

## Títulos internacionais
- / Inglês: Molly of Denali
- Espanhol Molly de Denali

- Árabe مولي دينالي
- Sérvio:  Моли из Деналија
- Português: Molly e Sua Turma

## Ligações Externas
. no IMDb. 